# Platerów (stacja kolejowa)
Platerów – stacja kolejowa w Platerowie, w województwie mazowieckim, w Polsce.  

## Ruch pasażerski
| Rok  | Wymiana pasażerska na dobę |
| ---- | -------------------------- |
| 2017 | 50-99                      |
| 2022 | 50-99                      |

## Połączenia
- Czeremcha (KM,PR)
- Hajnówka (PR)
- Siedlce (KM,PR(Regio i Interregio)
- Mińsk Mazowiecki (KM)
- Warszawa (PR)